# 小行星15969
小行星15969（15969 Charlesgreen）是一颗绕太阳运转的小行星，为主小行星带小行星。该小行星于1998年3月1日发现。

## 轨道参数
小行星15969的轨道半长轴为3.1607043 UA，离心率为0.068。